# Ducato di Slesia
Il Ducato di Slesia (in polacco: Księstwo śląskie, in tedesco: Herzogtum Schlesien) fu un ducato medievale con capitale a Breslavia, situato nella regione storica della Slesia, facente parte inizialmente del Regno di Polonia, poi del Regno di Boemia. 
Fu costituito sotto la dinastia dei Piast nel 1138, e fu poi frammentato in diversi minori Ducati della Slesia. Nel 1327, la parte restante del Ducato di Breslavia, insieme ad altri ducati governati dai Piast slesiani, passarono al Regno di Boemia. L'acquisizione fu completata quando il re Casimiro III il Grande rinunciò ai suoi diritti sulla Slesia con il Trattato di Trenčín, nel 1335.

## Geografia
Nel corso della sua esistenza, le terre della Slesia coprivano il bacino dell'alto e del medio fiume Oder. Nella parte meridionale, la catena montuosa dei Sudeti, fino alla Porta Morava, costituiva il confine con le terre della Boemia, inclusa la Terra di Kłodzko e la Moravia. Dopo un conflitto lungo più di un secolo, il confine fu determinato con un accordo del 1137 con il duca boemo Sobeslao I. Ad ovest, la Bassa Slesia confinava con la Marca della Lusazia (Bassa Lusazia), terra tedesca, e con le terre di Milceni intorno a Bautzen (Alta Lusazia), con il confine che correva lunga i fiumi Bóbr e Kwisa. La Slesia era limitata dalle province polacche della Grande Polonia a nord, e dalla provincia della Piccola Polonia ad est, separata dai fiumi Przemsza e Biała.
I confini variarono leggermente nei decenni successivi: quando il ducato fu ri-istituito per i figli di Ladislao II l'Esiliato nel 1163 (vedi sotto), comprendeva anche la Terra di Lebus a nord-ovest di Krosno Odrzańskie, che in precedenza era stato l'avamposto occidentale della Grande Polonia ed era passata alla Marca di Brandeburgo nel 1248. Nel 1177 il duca polacco Casimiro II il Giusto unì le castellanìe della Piccola Polonia di Bytom, Oświęcim, Zator, Siewierz e Pszczyna all'Alta Slesia, in favore del duca Mieszko IV. Dopo che la Slesia fu divenuta feudo boemo secondo il Trattato di Trenčín del 1335, queste signorie — ad eccezione di Bytom e Pszczyna  — tornarono alla Corona del Regno di Polonia.

## Storia
Ducato della Slesia con Ladislao II

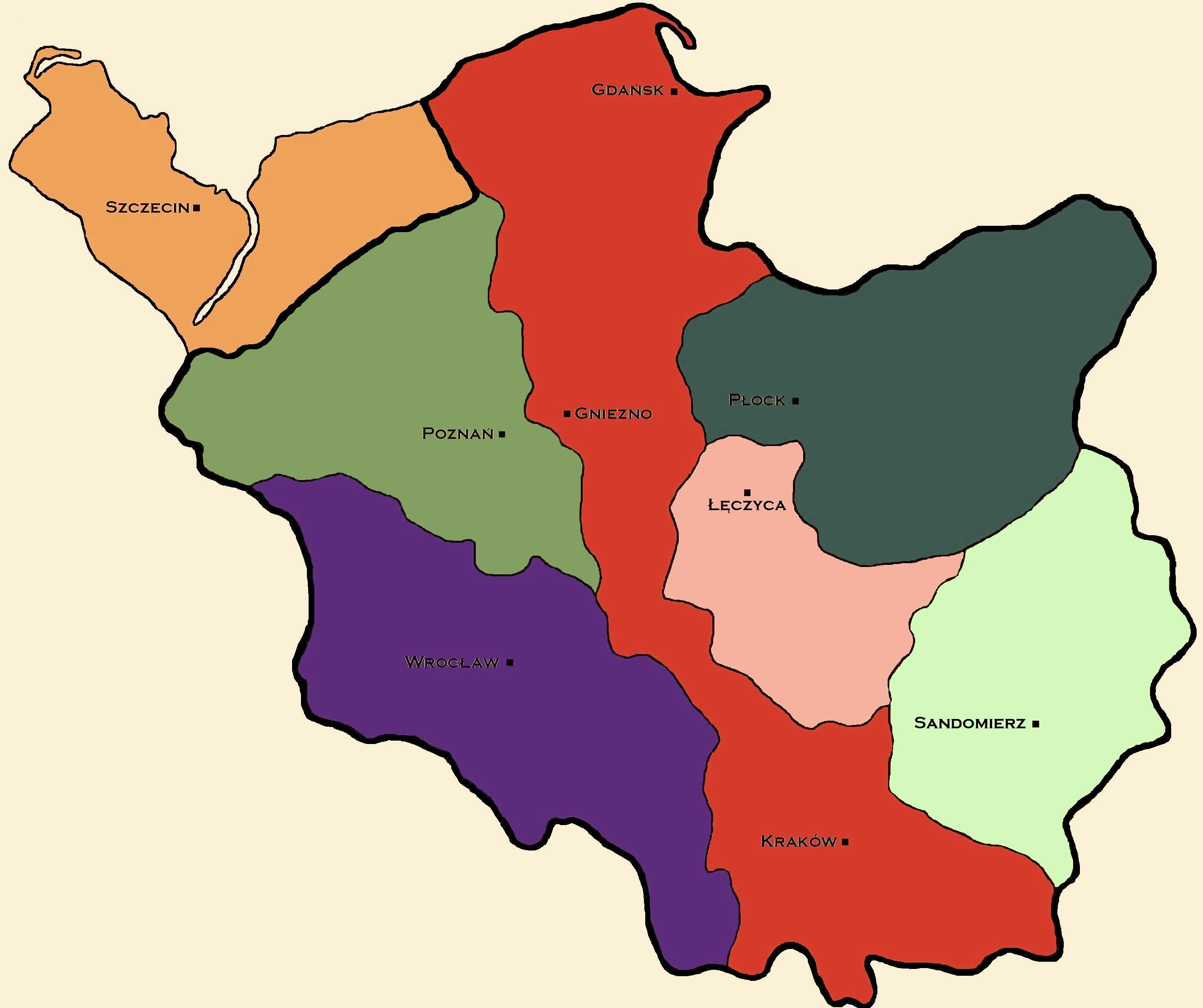
Frammentazione della Polonia nel 1138:
Ducato della Slesia con Ladislao II

Come "Provincia della Slesia" (in polacco: dzielnica śląska), il ducato era una delle cinque principali province istituite nella Polonia medievale, secondo il testamento di Boleslao III di Polonia. Secondo i termini del testamento, dal 1138 al 1146 fu controllato dal Duca o dall'Alto Duca di Polonia, il primogenito di Boleslao Ladislao II l'Esiliato, che detenne anche il ducato di Cracovia.
Il testamento non riuscì tuttavia ad impedire un violento conflitto sull'eredità tra Ladislao e il fratellastro più giovane, che gli si mise contro. Dopo che quest'ultimo non riuscì a prendere il controllo dell'intero regno nel 1146, perse il suo status di duca senior, fu scomunicato dall'Arcivescovo Jakub ze Żnina di Gniezno e scappò verso il Sacro Romano Impero. Il ducato rimase quindi sotto il controllo del fratellastro, l'Alto Duca Boleslao IV.
Con il sostegno dell'imperatore Federico I Barbarossa, che aveva condotto una battaglia nella Grande Polonia nel 1157 ed aveva costretto Boleslao IV a cedere la Slesia, i figli di Ladislao riuscirono a tornare nel ducato nel 1163. Finché rimasero sotto l'influenza dell'Alto Duca Boleslao IV, essi governarono insieme a Breslavia, finché le tensioni tra di loro scoppiarono in un conflitto aperto nel 1172. Di conseguenza, i fratelli si divisero il ducato tra di loro; la prima spartizione portò alla nascita di diversi ducati della Slesia nei secoli seguenti:
- il figlio maggiore di Ladislao, Boleslao I ricevette la Bassa Slesia con Breslavia come sua residenza; di conseguenza i suoi possedimenti sono spesso definiti come Ducato di Breslavia;
- il secondo figlio, Mieszko I, ricevette una parte più piccola nell'Alta Slesia e prese residenza a Racibórz; questo portò alla creazione del Ducato di Racibórz. Per compensare lo svantaggio, il granduca polacco Casimiro II il Giusto gli cedette altri territori della Piccola Polonia nel 1177.

     Ducato di Legnica sotto Boleslao II
     Ducato di Wrocław sotto Enrico III
     Ducato di Opole sotto Ladislao I di Opole

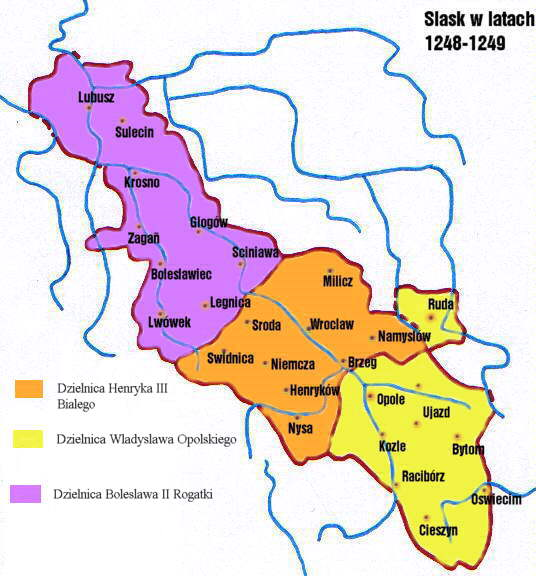
Slesia nel 1248/49:
Ducato di Legnica sotto Boleslao II
Ducato di Wrocław sotto Enrico III
Ducato di Opole sotto Ladislao I di Opole

Dopo una rivolta orchestrata dal figlio maggiore di Boleslao, Iaroslao, che temeva per la sua eredità, il padre gli cedette una striscia di terra intorno ad Opole, creando per la prima volta il Ducato di Opole. A sua volta, Iaroslao dovette prepararsi per la carriera ecclesiastica e rimanere celibe. Similmente, il fratello minore di Boleslao e Mieszko, Corrado Laskonogi, accampò i propri diritti e nel 1177 ricevette le terre della Bassa Slesia vicino a Głogów, portando alla prima creazione del Ducato di Głogów. Tuttavia Boleslao I sopravvisse sia al fratello minore che al figlio, e i territori tornarono a lui rispettivamente nel 1190 e nel 1201.
Boleslao I morì nel medesimo anno e gli successe l'unico figlio sopravvissutogli, Enrico I il Barbuto, che entrò subito in conflitto con i suoi parenti della dinastia dei Piasti e con i vicini tedeschi.
Nel 1202 egli dovette affrontare l'irruzione dello zio Mieszko I, che, ancora insoddisfatto della spartizione del 1172 annetté il territorio di Opole dell'ultimo Iaroslao. il ducato di Opole rimase nei patrimoni dei discendenti di Mieszko, per cui la secessione dell'Alta Slesia fu conclusiva. 
Nel 1206 Enrico I raggiunse un accordo con l'Alto Duca polacco Ladislao III Laskonogi, per scambiare il territorio di Lubusz con la grande regione polacca di Kalisz. Il piano tuttavia venne frustrato allorché Ladislao III perse la signoria ed inoltre Lubusz venne occupata dalle truppe del margravio Corrado II di Lusazia, della casata di Wettin. 
IL duca Enrico dovette combattere per difendere il suo avamposto nordoccidentale, che egli recuperò con la morte del margravio nel 1210. Egli dovette difendere ancora una volta Lubusz contro la campagna militare del langravio di Turingia Ludovico IV dal 1221. A seguito del decesso del cugino duca Casimiro I di Opole, figlio di Mieszko I di Opole, avvenuta nel 1230, egli agì come tutore del suo nipote minorenne, dominando così nuovamente sull'intera Slesia.
Nel 1232 egli divenne Alto Duca di Polonia e, siccome fu in grado di garantire la successione al figlio Enrico II il Pio dopo la propria morte, avvenuta nel 1238, parve che la frammentazione della Polonia potesse essere superata e la volontà di Boleslao III Krzywousty finalmente realizzata.
Nel 1239 Enrico II dovette rinunciare alla reggenza dell'Alta Slesia in favore del cugino Mieszko II il Grasso.
Egli dovette nuovamente difendere, questa volta contro le forze dei margravi ascanidi di Brandeburgo e nel 1241 l'assicurò al suo secondo figlio Mieszko. Le speranze di una riunificazione delle terre polacche sotto i Piasti della Slesia terminarono con la prima invasione mongola della Polonia e con la morte di Enrico nel 1241 alla battaglia di Legnica. Il suo figlio minore Boleslao II non riuscì a prevalere, come Alto Duca, contro Boleslao V di Polonia e, dopo essersi ripreso Lubusz a seguito della morte del fratello Mieszko nel 1242, finalmente dovette dividere la sua eredità in Slesia con i fratelli più giovani nel 1248:
- Boleslao II stesso prese la sua residenza a Legnica, stabilendo così il ducato di Legnica insieme al fratello minore Corrado I di Slesia-Glogau. Subito dopo egli vendette Lubusz ai margravi di Brandeburgo, che finalmente riuscirono a mettere piede oltre l'Oder per formare la regione di Neumark. Nel 1251 Corrado, eletto vescovo di Passau, costrinse Boleslao a cedergli il ducato di Głogów
- La residenza di Wrocław andò ai fratelli più giovani, Enrico il Bianco e Ladislao, creando così il ducato di  Wrocław.

Le suddivisioni della Slesia aumentarono con le generazioni successive, favorendo così l'ulteriore frammentazione della Polonia. Il figlio di Enrico III, Enrico IV il Probo, alla morte dello zio Ladislao, nel 1270, governò a Wrocław e nel 1288 divenne anche Alto Duca di Polonia, fino a che la linea maschile si estinse con la sua morte, avvenuta nel 1290. Gli successe il cugino duca Enrico V il Grasso, figlio del fratello di Enrico III, Boleslao II, che riunì nuovamente i ducati di Wrocław e Legnica sotto il proprio governo. Ciò non di meno alla sua morte, nel 1296, la sua eredità venne nuovamente suddivisa fra i suoi figli. 
IL secondo, duca Enrico VI il Buono, per evitare le pretese da parte del freatello minore, duca di Legnica Boleslao III il Prodigo, nel 1327 firmò un trattato successorio con il re di Boemia Giovanni I, divenendo così vassallo del regno di Boemia, come successe a numerosi duchi della Slesia all'inizio del XIV secolo. Quando il re polacco Casimiro III, con il Trattato di Trentschin del 1335, aveva rinunciato alla Slesia, il ducato di Enrico IV passò senza opposizioni al regno boemo, quando egli morì senza eredi tre mesi dopo. 
La Slesia venne incorporata nelle terre della Corona Boema, dopo che il re Casimiro III ebbe riconosciuto l'acquisizione nel 1348 con il trattato di Namslau, stipulato con l'imperatore Carlo IV, ad eccezione dei ducati dell'Alta Slesia di Oświęcim e Zator, che nel XVI secolo furono integrati nel voivodato di Cracovia, così come il ducato di Siewierz, che venne acquistato dall'arcivescovo di Cracovia Zbigniew Oleśnicki nel 1443.

## I duchi
- Ladislao II l'Esiliato (1138–1146), progenitore dei Piast slesiani, oltre ad essere Alto Duca di Polonia, deposto
  - Boleslao IV il Ricciuto (1146–1163), fratellastro
- Boleslao I il Lungo, figlio maggiore di Ladislao (1163–1201)
- Enrico I il Barbuto (1201–1238), figlio, anche Alto Duca di Polonia dal 1232
- Enrico II il Pio (1238–1241), figlio, anche Alto Duca di Polonia, ucciso nella battaglia di Legnica
- Boleslao II il Calvo (1241–1248), figlio, divenne Duca di Legnica con la spartizione del 1248
- Enrico III il Bianco (1248–1266), fratello, insieme a
  - Ladislao (1248–1270), fratello, anche Principe-Arcivescovo di Salisburgo dal 1265
- Enrico IV il Probo (1266–1290), figlio di Enrico III, Duca di Breslavia dal 1270, anche Alto Duca di Polonia dal 1288, non ebbe figli
- Enrico V il Grasso (1290–1296), figlio di Boleslao II, Duca di Legnica dal 1278
- Enrico VI il Buono (1296–1335), secondogenito, sotto la tutela di:
  - Bolko I il Severo (1296–1301), figlio di Boleslao II
  - Re Venceslao II di Boemia (1301–1305)
  - Boleslao III il Prodigo (1305–1311), figlio maggiore di Enrico V, Duca di Legnica dal 1296

Dato che Enrico VI non lasciò eredi maschi, le sue terre furono ereditate dal re Giovanni I di Boemia.

## Fine
Dopo essere stato ereditati dalla Boemia tramite gli Asburgo nel 1526, i ducati slesiali passarono gradualmente sotto il controllo della Monarchia asburgica austriaca finché il re Federico II di Prussia invase la Slesia nel 1740 e si annetté gran parte di quest'ultima durante la prima guerra di Slesia. La radice del ducato, allargata alla Contea di Kladsko e ai territori dell'Alta Lusazia annessi dalla Sassonia, fu poi riorganizzata come parte della Provincia della Slesia, all'interno della Prussia, mentre i ducati rimasti sottoposti al controllo austriaco furono ricostituiti come Ducato dell'Alta e Bassa Slesia nel 1742. I ducati che erano rimasti con la Polonia furono annessi dal Regno di Prussia (Nuova Slesia) e dalla Monarchia asburgica (Regno di Galizia e Lodomiria) durante le spartizioni della Polonia del XVIII secolo. Il Ducato dell'Alta e Bassa Slesia rimase fino al 1918 come terra della Corona dell'Austria cisleitana, e fu poi divisa tra la Seconda Repubblica di Polonia (Voivodato della Slesia) e la Cecoslovacchia (Slesia ceca) dopo la guerra polacco-cecoslovacca del 1919.